# Dicraeus australis
Dicraeus australis är en tvåvingeart som beskrevs av Deeming 1979. Dicraeus australis ingår i släktet Dicraeus och familjen fritflugor. Inga underarter finns listade i Catalogue of Life.